# ХАДО
ТОВ ХА́ДО (XADO) — українська компанія, виробник ревіталізантів, олив, мастил, автохімії, побутової хімії, косметичної продукції.

## Історія
Компанія заснована в 1991 році в місті Харкові (Україна). Назва «ХАДО» — скорочення від слів «харьковский дом» (укр. харківський будинок). У 1998 році керівництвом компанії було запатентовано винахід ревіталізанту (добавки до мастильних матеріалів). Перша продукція компанії — гелі-ревіталізанти у товарній упаковці — побачила світ у грудні 1999 року. У 2004 році компанія ХАДО почала виготовляти оливи XADO Atomic Oil з атомарним ревіталізантом. На 2020 рік  ХАДО  випускає декілька оливових брендів: Verylube, XADO Black Edition, XADO Atomic та інші. З 2013 року компанія виготовляє побутову хімію DOMO, з 2015 - лінійку косметичної продукції по догляду за тілом і волоссям LECO.

## Логотип

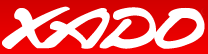
Перший логотип компанії

Перший логотип ХАДО був створений у 2000 році харківським дизайнером Ігорем Макаровим. За задумкою, він «написаний» видавленим з туби гелем, оскільки основний продукт ХАДО, гель-ревіталізант, з початку випускався саме у тубах. З 2010 року компанія використовує новий логотип.

## Діяльність
Компанія виробляє близько 3000 найменувань продукції (головним чином для технічного обслуговування автомобілів), яка доступна більш ніж в 60 країнах світу (інформація на березень 2019 року). Найвідоміші продукти — гелі-ревіталізанти XADO, оливи XADO Atomic Oil, автохімія VeryLube.  Також компанії належать бренд побутової хімії DOMO, та косметичний бренд LECO. У компанії є дві нафтобази у Харкові сумарним об’ємом 8 550 куб. м..

## ХАДО та спорт
- Компанія є власником автомобільної команди XADO Motorsport, чемпіона України у ралійних та кільцевих перегонах.
- Спонсор команди Pro100! XADO — першої української геймерської команди, яка перемогла в міжнародному турнірі з комп'ютерних ігор.